# 乌克兰现代史

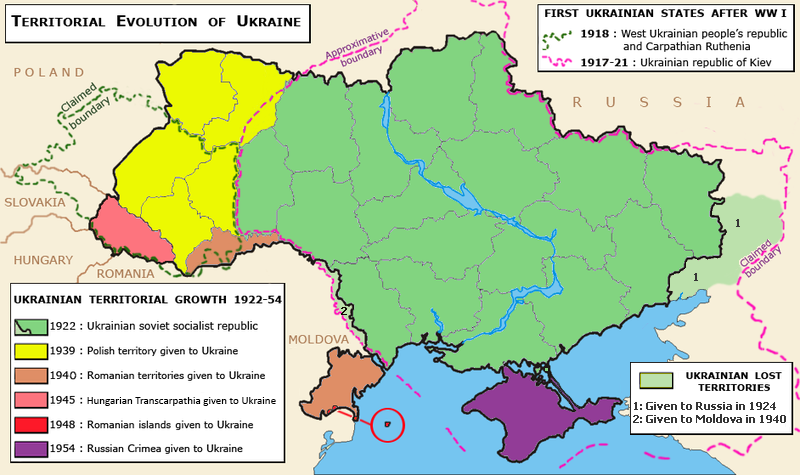
1922-1954 年乌克兰的领土演变。其于1939年获得波兰沃里尼亚；于1945年获得外喀爾巴阡州；于1948年获得罗马尼亚群岛；于1954年获得克里米亚。

乌克兰民族复兴始于 18 世纪末至19 世纪初，这使得乌克兰成为一个国家，乌克兰人成为一个民族。根据乌克兰历史学家杨罗斯拉夫·赫里萨克的说法，民族复兴的第一波事实上与伊万于1798 年出版的《Eneyida》第一部分相似。  1846 年，一本名叫“  Исторія Русовъ, или Малой Россіи ”（俄语，中译为：鲁塞尼亚人的历史）在俄罗斯出版 。在1848年革命期间，在伦贝格（利沃夫）成立的最高鲁塞尼亚委员会宣布加利西亚鲁塞尼亚人是乌克兰国家的一部分。 委员会通过了黄蓝旗作为乌克兰国旗。 
乌克兰在 1917 年底于苏乌战争后首次宣布独立。第一次世界大战结束后，随着里加和约的签订，乌克兰再次被波兰和俄罗斯瓜分。俄罗斯占领的乌方领土上成立了乌克兰苏维埃社会主义共和国，成为了俄罗斯的傀儡国家。
1922年，乌克兰苏维埃与俄罗斯苏维埃、白俄罗斯苏维埃和外高加索一起成为苏联的创始国。 1932年大饥荒在苏联造成约 600 至 800 万人死亡，而其中大部分死于乌克兰。 
二战开始后，苏联与德国签订了《苏德互不侵犯条约》，因此，在1941年其被德国及其他盟国入侵时无任何准备。许多乌克兰人最初将国防军士兵视为苏联解放统治权的标志者，所以其他人组织了反蘇游击队运动。一些乌克兰民族主义地下分子组成了乌克兰反抗军，向纳粹和蘇聯作战。
鞑靼人被强制驱逐出境后不久（在1954 年），克里米亚自治共和国被苏共转交到了乌克兰。
随着 1991 年苏联解体，乌克兰成为一个独立国家，并在12月1日举行全民公决。随着2004年欧盟的扩大，乌克兰现在成为欧盟和俄罗斯联邦势力范围重叠的地区。这表现在“亲俄”的乌东和“亲欧”的乌西之间的政治分裂，也导致了持续的政治动荡时期。从 2004 年的“橙色革命”开始，到 2014 年达到，动荡高潮时期的“乌克兰亲欧盟”示威运动和克里米亚危机，克里米亚落入俄罗斯的控制之下。2022年2月24日，俄羅斯全面入侵烏克蘭。至今俄羅斯仍然持續入侵烏克蘭，此戰爭已經滿1年。